# Dorozumívání slonů
Dorozumívání slonů uvnitř sloních skupin a mezi nimi zahrnuje komunikaci prostřednictvím zraku, hmatu, čichu a hlasu.
V minulosti proběhlo mnoho diskuzí o tom, jak definovat pojem komunikace. Většina autorů se shodla na tom, že komunikace zahrnuje obdržení informace prostřednictvím signálu od vysílajícího k přijímanému a použití této informace přijímajícím při rozhodování, jak odpovědět.
Sloni mají především velice rozvinutý systém hlasové komunikace. Dokážou vytvářet nízkofrekvenční zvuky, které mohou být slyšitelné i na velké vzdálenosti a mohou jim sloužit například při oddělení jednotlivců od stáda, nebo samcům při hledání samic v říji. Velice zajímavá je také jejich schopnost komunikovat prostřednictvím seismických vln, které se šíří zemí. Sloni dokážou tyto vlny vnímat prostřednictvím měkkých chodidel nohou. Seismické vlny tak mohou doplňovat informace získané hlasovou komunikací nebo je nahrazovat ve zhoršených atmosférických podmínkách.

## Zraková komunikace
Většina pozorovatelů se shoduje na tom, že sloni mají relativně špatný zrak. Slon pravděpodobně vidí svět v odstínech šedé při ostrém světle a může mít velice omezené barevné vidění při světle tlumeném. Získávají proto velmi málo informací o prostředí zrakem s výjimkou dohledu na velmi krátké vzdálenosti.
Nicméně sloni obou druhů vykazují působivý rozsah vizuálních postojů sestávajících z různých kombinací postavení hlavy, uší, očí, chobotu, ocasu, těla a nohou. V sociálním kontextu jsou tyto postoje využívány během hry, útoku, ústupu a pravděpodobně i během pozdravu.
Od začátku 90. let, vědci zabývající se studiem slonů afrických zaznamenali bohatý slovník řeči těla slonů. Některé vzkazy se zdají být určené členům rodiny, jiné jedincům mimo skupinu a další pro jedince jiných druhů zahrnujících i člověka.
V roce 2004 začali vědci sdílet a vzájemně porovnávat získaná data z této oblasti. Protože každý měl pro různé pozorované postoje vlastní názvy, prvním krokem bylo dohodnout se na jednotných termínech. Následně byla data sepsána do jednotné databáze, která je v současné době dostupná online. Tato databáze představuje dohromady 205 různých postojů roztříděných do 30 rozdílných kategorií. Nachází se zde například postoje sloužící k uklidnění nebo k výzvě ke hře. Dále zahrnuje postoje sloužící ke spojení druhů ve stádě a ty, které vymezují osobní prostor. Vědci odkudkoliv mohou přidat své obrázky sloních postojů a využívat znalosti ostatních výzkumníků o tom, jak a kdy jsou tyto postoje používány.

## Hmatová komunikace
Sloni jsou velice kontaktní zvířata, využívající hmatovou komunikaci v sociálních skupinách k projevu útěchy, náklonnosti, ale také agrese a hry.
U slonů jak v lidské péči, tak i ve volné přírodě bylo popsáno v široké škále různých kontaktů zejména využití chobotu. Bylo to například natahování se chobotem po ostatních, ovinutí choboty, vkládání špičky chobotu do tlamy jiného slona, pokládání chobotu přes záda, hlazení pomocí chobotu, nebo jen dotýkání se jiného slona. Některé z těchto kontaktů, jako je kontakt chobotu se spánkovými žlázami nebo genitáliemi, slouží očividně pouze k získávání chemických signálů, spousta dalších ale patří mezi čistě hmatové kontakty.
Sloní chobot je nesmírně citlivý. Průzkum pod mikroskopem odhalil, že tkáň špičky chobotu je velice bohatá na Vater-Pacciniho tělíska, specializovaná tělíska reagující na tlak a vibrace, která hrají velkou roli při hmatové komunikaci. Díky nim je sloní chobot stejně citlivý jako například špička prstu u člověka. Konec chobotu je také pokryt vousky, odborně nazývanými vibrisy. Konec chobotu jako takový je dobře zásobovaný drobnými, vouskům podobnými strukturami (vellus vibrissae), těsně pod povrchem pokožky. Vědci právě začínají zkoumat, jak tyto vousky pomáhají detekovat signály sloužící k interpretaci informací z okolního prostředí.
Různá pozorování slona indického zaznamenala citlivost chobotu v různých situacích jako je detekce vibrací země, jemné zvedání malých objektů a získávání informací o struktuře, velikosti a pravděpodobně i teplotě předmětu.
Slon se spoléhá na hmat v široké škále sociálních aktivit, a to jak přátelských tak i nepřátelských. Slon dává špičku svého chobotu do tlamy jiného slona jako formu útěchy, a na uši, tlamu, oči, ocas a tělo při zdravení rodinných členů, kteří byli po nějakou dobu odděleni. Sloni se také třou tělem při pozdravu i během hry. Velice taktilní jsou také sloní hry. Mláďata a nedospělí jedinci do sebe navzájem různě šťouchají, přetlačují se, zápasí chobotem a tím dovolují mladým zvířatům posoudit vzájemné síly a připravit se tak na jejich budoucí role.
To, jak sloni používají dotyk, může záviset na jejich postavení v rámci celého stáda. Slon stejné úrovně bude stát blízko druhému a dotýkat se ho bokem, ale níže postavený slon se může k výše postavenému postavit pouze tak, že vystaví jen méně zranitelnou zadní část těla. Jednou z forem pozdravu u spojenců, může být také ťuknutí klů o sebe.
Hmatová komunikace se také zdá důležitější v interakcích mezi matkou a mládětem, pravděpodobně jako prostředek získávání informací o tom, jak se mláděti vede. Mláďata používají kontakt k formování a udržení vztahů s ostatními členy rodiny. Často také tisknou nohy nebo prsa jejich matek žadoníce o mléko. Mládě může strčit svůj chobot do tlamy staršího slona, aby našlo informace o jídle. Strkání chobotu jiným slonům do tlamy se zdá být částí potvrzujícího chování v době stresu. Opírání se o jiného slona, anebo otírání se může být další formou taktilní komunikace.

## Čichová komunikace

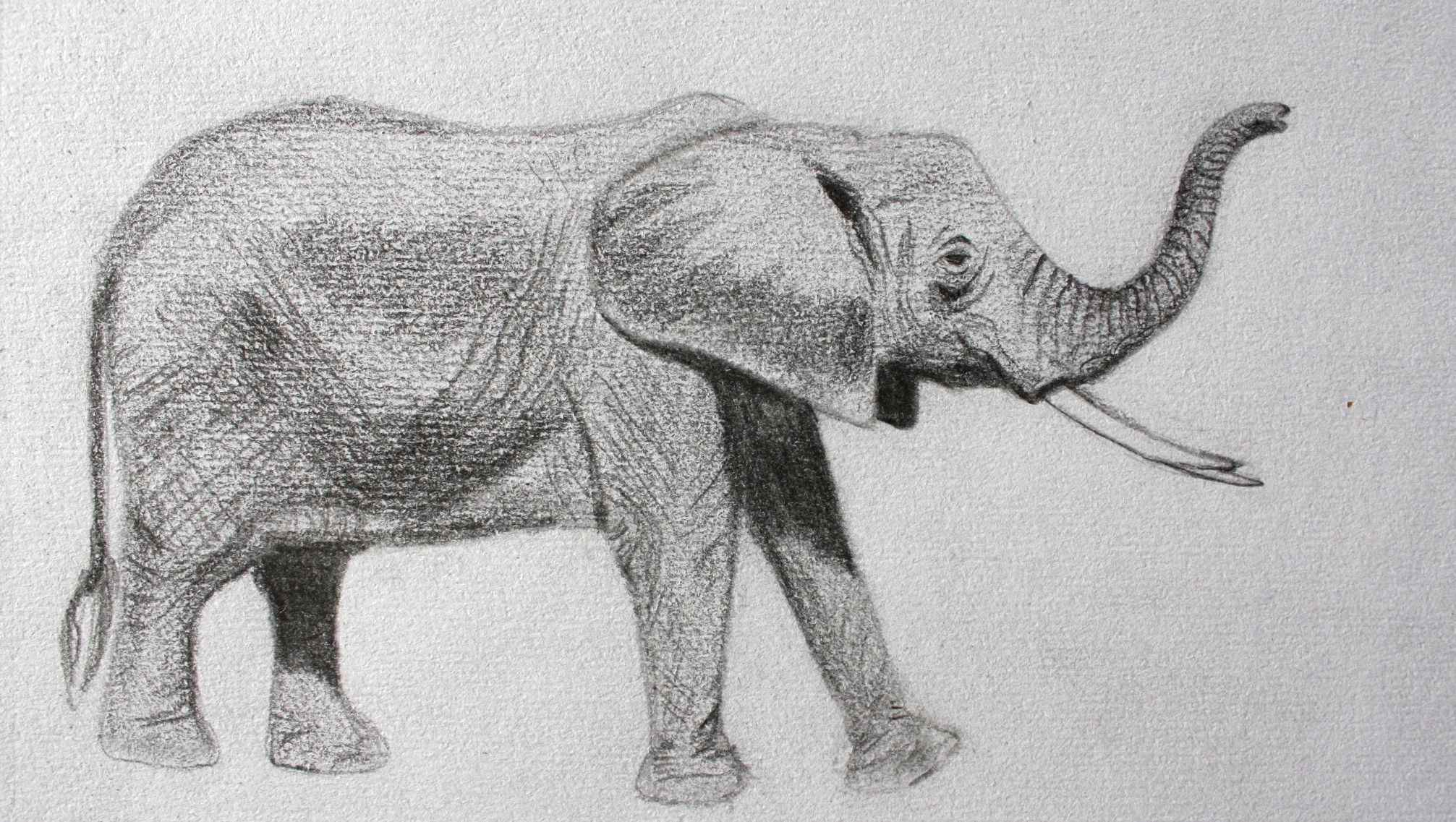
Slon africký Loxodonta africana zachycující pach pomocí chobotu.

Sloni mají vysoce rozvinutý systém čichové komunikace. Široká škála chemických sloučenin je přenášena kůží a slizničními membránovými strukturami, zahrnujícími žlázy. Těmito chemikáliemi mohou být sekrety, exkrety, nebo filtráty. K vnímání těchto signálů je slon obdařen citlivým čichovým aparátem pro plynné látky a vomeronasálním orgánem pro detekci kapalných sloučenin.

### Čichový aparát
Strukturami, které pomáhají savcům cítit, jsou nosní skořepy. Slon má více těchto skořep než jakékoli jiné zvíře, dokonce i více než psi. Tyto struktury, vytvarované do záhybů jako listy v knize, se nacházejí v přední části sloní lebky a poskytují slonům celkovou čichovou plochu rovnající se malému koberečku. Tato velká plocha dává slonům schopnost cítit vodu na několik kilometrů.

### Vomeronasální orgán
Slon může být často pozorován, jak se špičkou chobotu dotýká určitého místa na zemi nebo také části těla jiného slona genitálií nebo spánkových žláz. Slon pak přiloží chobot, obsahující vzorek, na horní patro ústní dutiny, kde se nachází speciální smyslový orgán známý jako vomeronasální.
U slonů je vomeronasální orgán párová tubulární struktura, která je obklopena spojovacími tkáněmi a chrupavkou a částečně propojena s kostí radličnou. Tento orgán se zdá být klíčovým detektorem chemických signálů a méně těkavých tekutých substancí jako je moč. Malé vzorky substance jsou transferovány přes konec chobotu na horní patro tzv. flehmenovou reakcí. Flehmenova reakce je umožněna lemováním horního rtu, usnadňujícím přenos feromonů do vomeronasálního orgánu. Odtud neuroreceptory přenášejí informaci do vyšších mozkových center pro identifikaci. Vomeronasální orgán je zvláště důležitý k řízení signálů vztahujících se k reprodukci, jako je detekce říje z moči samic samci. Tato signalizace může probíhat ze sociálních důvodů také mezi členy rodiny nebo pro podporu synchronizace estrogenních period samic.

### Studium čichové komunikace v Národním parku Amboseli v Keni
Experimenty z roku 2007 ukazují, že sloni mohou používat chemické podněty, aby si udrželi přehled o chybějících členech stáda. Slonice žijící v Národním parku Amboseli ukázaly větší zájem o vzorky moči v zemi, pokud moč pocházela od slonice z rodiny, která nebyla přítomna, anebo od slona, který kráčel až za nimi. Méně zájmu vykazovaly o čerstvou moč slonů, kteří s nimi nebyli ve vztahu, nebo kteří kráčeli před nimi. Experiment naznačuje, že sloni jsou schopni si vést mentální záznam o tom, kdo je přítomen a kdo chybí, a kdo je před nimi a kdo za nimi. Vzorky pachu tak mohou napomáhat slonům vytvářet si chemickou mentální mapu jejich sociální sítě.
U těchto dlouho žijících druhů lze očekávat, že sociální interakce budou založeny na rozpoznání jedinců navzájem v dlouhodobém období. Již nyní jsou důkazy, že sloní mládě rozpozná svojí matku z její moči. Tato chemická paměť z doby časných vjemů může být udržována po roky nebo desetiletí. Sloní samci dokonce vykazují sníženou flehmenovu reakci na moč jejich matek několik let od odloučení. To může být i jedním z mechanizmů, jak zabránit inbreedingu (příbuzenskému křížení) bez ohledu na přesnou podstatu vyloučení samce z původní rodiny. Další výzkum chemické komunikace u slonů v lidské péči a rozpracování výsledků pokud možno na slony v přírodě nepochybně odkryje fascinující nové detaily o sloním společenství.

## Hlasová komunikace
Studium hlasové komunikace u slonů je novým a vzrušujícím polem zkoumání. Až v 80. letech 20. století vědci poprvé zjistili, že velký podíl sloní hlasové komunikace využívá frekvenci nižší než 30 Hz, což je limit lidského slyšení infrazvuk. Od této doby bylo potvrzeno, že hlasový repertoár slonů obsahuje širokou škálu infrazvukových zvuků, tzv. rumble, které byly připojeny k již známé hlasové vokalizaci, jako jsou trumpet a scream. Základní frekvence těchto infrazvukových volání leží mezi 14-35 Hz. Tyto extrémně nízké základní frekvence dávají rumble neobvyklou schopnost – a to možnost být slyšet na velmi dlouhou vzdálenost.

### Vývoj a fyziologie sloního nízkofrekvenčního zvuku
Převažujícím prostředím v podstatné části vývoje slonů byly lesy. Z forem sloní komunikace, které se mohly vyvinout v tomto prostředí, měly největší možný dosah čich a sluch a byly nejpravděpodobněji vysoce rozvinuty právě u těchto sociálních druhů, kterými sloni jsou. V době, kdy lesy ustoupily a objevily se savany (začátek miocénu), bylo ustanoveno mnoho morfologických charakteristik. Mezi tyto morfologické charakteristiky patří i dlouhý hlasový trakt naznačující vývoj schopnosti produkovat nízkofrekvenční zvuky. Frekvence mezi 15-20 Hz mají vlnovou délku 17-23 m. Zvuky s tak dlouhými vlnovými délkami téměř nebo dokonce vůbec nejsou ovlivněny překážkami, jako jsou stromy nebo jiné lesní porosty. Proto se i v savanách objevili sloni se schopností komunikace na nízkých frekvencích na dlouhé (km) vzdálenosti.

### Spektrum zvuků vydávaných slony
Bylo zjištěno, že savci mohou různými způsoby modifikovat určité základní zvuky, čímž vytvářejí poměrně široký repertoár zvuků použitím relativně malého množství těch základních. Pro slony to platí také. Slon s hlasovým rozsahem okolo 10 oktáv (o 3 oktávy více než piáno) je schopný vytvářet neuvěřitelnou škálu zvuků, které používá k předávání informací členům rodiny, nepříbuzným slonům a také dalším zvířatům. Některé z těchto zvuků spadají do rozsahu lidského sluchu, jiné jsou pro lidský sluch příliš nízké. Slon může také vydávat zvuk přes tlamu nebo chobot, který, jak se zdá, funguje jako rezonanční komora, která mění kvalitu vydávaného zvuku.

### Sloní hlasový aparát
Sloni a lidé sdílejí stejný základní hlasový aparát. Vzduch z plic putuje nahoru průdušnicí, neboli tracheou do hrtanu, což způsobuje vibraci hlasivek. Hrdlo a dutiny v lebce působí jako ozvučné komory k zesilování zvuků, například troubení. Sloni však mají ještě další vybavení, které pomáhá vytvářet hlasité zvuky. Vědci se domnívají, že silnému slonímu troubení napomáhají tři aspekty sloní anatomie. Zaprvé, slon má všechno větší, od plic, které posílají poryvy vzduchu na hlasivky, až po masivní lebku s rozsáhlými ozvučnými komorami. Za druhé, hlasivky jsou neobvykle volné a flexibilní, což jim dovoluje pohybovat se volněji. Za třetí, sloní dva metry dlouhý chobot se chová jako roh nebo trubka, když jím proudí vzduch. Speciální vak za jazykem, nazývaný hltanový vak, pak pomáhá slonovi vytvářet nízký zvuk.

### Rozlišení zvuků slona afrického Loxodonta africana
Vzhledem k oddělenému výzkumu hlasové komunikace u slonů afrických a slonů indických došlo k paralelnímu vytvoření samostatných kategorií sloních zvuků a jejich pojmenování. V průkopnické práci o slonech afrických, v Národním parku Amboseli v Keni, Joyce Poole a její kolegové identifikovali deset základních typů volání. Tato volání mohou být rozdělena do dvou širokých kategorií podle způsobu, jakým je zvuk vytvářen, a to na zvuky vznikající v hrtanu a zvuky, které jsou vytvářené průchodem vzduchu přes chobot. Do první skupiny se řadí zvuky nazvané: rumble, rev, roar (s podtypy noisy, tonal a mixed), cry, bark, grunt a husky cry. Druhá skupina obsahuje zvuky nazvané: trumpet, nasal-trumpet a snort. Kromě těchto základních zvuků sloni často vydávají zvuky složené, které přechází z jednoho typu do druhého. Tento bohatý rozsah sloních zvuků zahrnuje: snort-rumbles, roar-rumbles, rumble-roar-rumbles, cry-rumbles, bark-rumbles a trumpet-rumbles. Sloni nejčastěji vytvářejí tyto zvuky, když jsou rozrušeni.

### Rozlišení zvuků slona indického Elephas maximus
Prvním, kdo se začal zabývat hlasovou komunikací slonů indických, byl G. M. McKay, který již v 70. letech popsal deset různých typů volání roztříděných do tří kategorií.
Do první kategorie zařadil zvuky souhrnně nazývané growl. Growl je zvuk o nízké amplitudě a je využívaný pro kontaktní volání na krátké vzdálenosti. Stačí ale, aby byl tento zvuk rozezněn přes chobot, a výrazně se zvýší jeho resonanční kvalita. Tento zvuk se pak nazývá rumble a bývá primárně využíván při mírném vzrušení. U stejného zvuku pak může být zvýšena amplituda a bez zjevné rezonance přes chobot se vytváří další podtyp nazývaný roar. Tento zvuk je jako kontaktní volání na velké vzdálenosti využíván především nedospělými zvířaty, která byla oddělena od své skupiny. Posledním typem v této skupině zvuků je zvuk podobný malému motocyklu. Tento typ volání byl využíván pouze samicemi, které odpovídaly svým mláďatům.
Do druhé kategorie pak G. M. McKay zařadil zvuky souhrnně nazývané squeak se dvěma podtypy. Prvním je tzv. chirping, kdy jde o sérii krátkých zvuků, které jsou slyšitelné v široké škále různých situací. Sloni v lidské péči ho využívají například při vstupu ošetřovatele do výběhu. U volně žijících slonů je tento zvuk spojován s konfliktem mezi útěkem a útokem. Při zvýšení amplitudy základního zvuku vzniká druhý podtyp tzv. trumpet. Tento zvuk byl ve volné přírodě zaznamenán například při vylekání slona člověkem, nebo také při agresi mezi dvěma samci.
Do poslední kategorie McKay zařadil tzv. snort. Tento zvuk je vytvářen prudkým vydechováním přes chobot. Člověk může tento zvuk slyšet pouze na krátké vzdálenosti, tzn. na méně než 20 metrů. Slon, který tento zvuk vydává, jím může řídit svou skupinu, její pohyb a směr. Hlasitější typ tohoto zvuku slon vydává, je-li překvapen. Zvuk může být také zesílen udeřením chobotu o zem při výdechu. To vytvoří extrémně hlasitý zvuk, který může být slyšitelný až na jednu míli.

## Seismické vlny jako způsob komunikace
Vibrace jsou starobylým způsobem komunikace, jedním z nejraněji vyvinutých způsobů ve zvířecí říši. Jsou využívány pozoruhodným počtem zvířat od hadů a škorpionů až po velká zvířata, jakými jsou sloni. Zvířata využívají seismické signály při mnoha svých činnostech, jako je páření, hledání potravy, varování, nebo například pro zajištění soudržnosti skupiny. Ačkoliv je tento způsob komunikace velmi významný a je poměrně dobře zdokumentován u malých zvířat, u velkých savců byl poměrně dlouho ignorován.

### Vytváření seismických signálů
Mezi metody vytváření seismických vln patří: 1) úder, který vyvolává zemskou odezvu a vytváří vlny v reakci na přímý kontakt, 2) hlasové projevy, vytvářející vlny, které při kontaktu se zemí vytváří její vibraci. Vibrace signalizují energii, která nejvíce závisí na hmotě a dostupné svalové síle toho, kdo signál vytváří. Velcí suchozemští savci mají tedy pochopitelně větší dopad na seismické prostředí než malí savci či bezobratlí. Údery chobotem, pozorované u slona indického, vytváří rostoucí zvuk, slyšitelný na velkou vzdálenost. Zdá se, že tento zvuk je vytvářen náhlým úderem sloupce vzduchu, který je prudce vydechnut chobotem. Samice používá svůj chobot k bubnování, zejména po narození mláděte, jako výstrahu vetřelci v situaci, kdy se ke stádu snaží připojit sloni v musthu.

### Přijímání seizmických signálů
Sloni dokážou přijímat seismické signály dvěma způsoby. První způsob příjmu signálu je prostřednictvím kostí. Slon, stojící na špičce nohy, přenáší seizmickou vibraci od kostí nohy až do vnitřního ucha. Druhým způsobem je příjem signálu prostřednictvím měkkého chodidla. Tlusté bříško sloní nohy obsahuje vrstvu bohatou na Vater-Paciniho tělíska. Tato tělíska jsou pravděpodobně jedním z anatomických mechanismů, které sloni využívají k detekci seismických vln. Signály ze sloní nohy putují přes nervovou soustavu do mozku. Většina savců má ve svém vnitřním uchu orgán hlemýždě. Biologové dlouho předpokládali, že tento orgán má spirální tvar, aby se vešel do malého prostoru v lebce. V 80. letech 20. století ale neurologové zjistili, že stáčení hlemýždě slouží jinému účelu. Prozkoumali vnitřní ucho u několika suchozemských savců a usoudili, že počet otáček v hlemýždi souvisí se schopností slyšet velmi nízké frekvence a vibrace. Právě hlemýžď ve vnitřním uchu slona se zdá být nejvíce vyladěný v celé zvířecí říši.